# Brasil 6-5 Ba Lan (Giải vô địch bóng đá thế giới 1938)
Brasil v Ba Lan là một trận đấu bóng đá giữa hai đội tuyển Brasil và Ba Lan trong Giải vô địch bóng đá thế giới 1938 ở Pháp. Đây là trận đấu đầu tiên của đội tuyển Ba Lan tại Giải vô địch bóng đá thế giới.

## Kết quả
| Brasil                                                 | 6–5 (s.h.p.) | Ba Lan                                                |
| ------------------------------------------------------ | ------------ | ----------------------------------------------------- |
| Leônidas 18', 93', 104' · Romeu 25' · Perácio 44', 71' | Report       | Scherfke 23' (ph.đ.) · Wilimowski 53', 59', 89', 118' |

| Brazil | Poland |

| GK               | Batatais         |
| RB               | Machado          |
| LB               | Domingos da Guia |
| RH               | Zezé Procópio    |
| CH               | Martim (c)       |
| LH               | Afonsinho        |
| OR               | Lopes            |
| IR               | Romeu            |
| IL               | Perácio          |
| OL               | Hércules         |
| CF               | Leônidas         |
| Huấn luyện viên: |                  |
| Adhemar Pimenta  |                  |

| GK               | Edward Madejski           |
| RB               | Antoni Gałecki            |
| LB               | Władysław Szczepaniak (c) |
| RH               | Ewald Dytko               |
| CH               | Erwin Nyc                 |
| LH               | Wilhelm Góra              |
| OR               | Gerard Wodarz             |
| IR               | Ernst Wilimowski          |
| IL               | Leonard Piontek           |
| OL               | Ryszard Piec              |
| CF               | Friedrich Scherfke        |
| Huấn luyện viên: |                           |
| Józef Kałuża     |                           |

| Trợ lý trọng tài: Louis Poissant (Pháp) Ernest Kissenberger (Pháp) |

Quy tắc trận đấu
- Thi đấu chính thức 90 phút.
- 30 phút cho hiệp phụ nếu hòa sau 2 hiệp thi đấu chính.
- Đá lại nếu bất phân thắng bại.
- Không thay đổi người.